# Gunnar Harling
Gunnar Wilhelm Harling, född 7 juni 1920 i Maria Magdalena församling, Stockholm, död 24 maj 2010 i Askims församling, Västra Götalands län
, var en svensk botaniker. 
Harling disputerade vid Stockholms högskola 1951, var amanuens vid Bergianska trädgården 1950-1952 och docent i botanik vid Stockholms högskola 1951-1963. Från 1964 var han professor i systematisk botanik vid Göteborgs universitet och blev 1974 ledamot av Vetenskapsakademien.
Han var ingift i friherrliga ätten Hummerhielm.
Auktorsnamnet Harling kan användas för Gunnar Harling i samband med ett vetenskapligt namn inom botaniken; se Wikipediaartiklar som länkar till auktorsnamnet.